# Noblesse d'extraction
La noblesse d’extraction est une qualification nobiliaire reconnue à des personnes nobles dont l'ascendance agnatique connue ne présente aucune trace d'anoblissement et dont la date et les conditions d'accession à la noblesse ne sont pas connues. La noblesse de ces personnes est simplement constatée au moment où elles sont tenues de faire leurs preuves de noblesse.

## Définition
La noblesse d'extraction se prouve par la prescription acquisitive centenaire, c'est-à-dire la possession de l'état noble, à la fois continue, paisible et non équivoque, pendant au moins un siècle ou pendant au moins quatre générations successives, sans contestation ni procès, et sans trace d'anoblissement connu. Les prétendants étaient alors "maintenus" dans leur noblesse d'extraction.
Cet état noble consistait, outre la permanence de la mention de qualificatifs nobiliaires dans les registres paroissiaux et sur les actes officiels, dans la possession d'états exclusifs de la noblesse : état de chevalier, véritable hommage rendu pour un fief, service militaire personnel sur convocation du ban de la noblesse de la province, autres emplois et ordres nobles, garde noble, partage noble des successions (inégalitaire en faveur de l'ainé), fiscalité spécifique, exemptions diverses, ...
L'état non noble se prouvait par l'exercice par un aïeul d'activités dites dérogeantes à la noblesse (marchand, faire-valoir direct des terres au-delà de la réserve seigneuriale, offices de judicature subalternes comme notaire ou procureur), par l'imposition à la taille, par le partage non noble des biens, par la possession de francs-fiefs qui ne doivent plus un hommage mais un simple dénombrement ou reconnaissance, par l'indication dans les actes d'une condition roturière (la qualité de bourgeois ou de consul d'une ville ayant droit de cité n'était pas indicative de roture).

## Ancienneté
Les familles nobles dites « d'extraction » sont généralement d'une noblesse plus ancienne que les familles dites « anoblies », quoique les premières lettres d'anoblissement connues datent du règne de Philippe III le Hardi (1270-1285), et que des familles aient été maintenues nobles très tardivement, jusqu'à la fin du XVIIIe siècle. Les deux catégories ne sont en réalité pas exclusives : des familles ont été maintenues nobles d'extraction alors qu'elles avaient bénéficié d'un anoblissement ancien dont la preuve avait été perdue.
Pour Arnaud Clément, « La noblesse d'extraction simple est une noblesse d'agrégation dans son immense majorité ».
Benoît Defauconpret ajoute : « En consultant le simple bon sens, de qui d'ailleurs les familles d'extraction peuvent-elles descendre, sinon de roturiers agrégés à la noblesse à une époque plus ou moins reculée ? ».

## Catégories
Dans la noblesse d'extraction, plusieurs auteurs contemporains de nobiliaires français, comme Régis Valette, distinguent :
- la noblesse d'extraction chevaleresque : familles dont la filiation prouvée remonte au XIVe siècle ou avant, et qui avaient à cette époque l'état de chevalerie, qui est un état militaire caractéristique de la noblesse médiévale ;
- la noblesse d'ancienne extraction : familles dont la filiation noble prouvée remonte au XVe siècle ;
- la noblesse d'extraction : familles dont la filiation noble prouvée remonte au moins un siècle avant la date du jugement de maintenue de noblesse, soit en général avant le XVIIe siècle. En 1666, date du début des grandes recherches de noblesse, il fallait prouver une noblesse depuis au moins 1560.

Ces distinctions fondées sur l'ancienneté de la noblesse ont leurs limites. Selon Philippe du Puy de Clinchamps, « Rien dans la noblesse immémoriale ne permet d'affirmer que la famille réputée féodale n'était pas, avant son premier membre connu, d'une très modeste condition. Un chef de guerre particulièrement heureux a pu suffire à son élévation. De même, rien ne permet d'assurer que l'homme apparu au milieu du XVe siècle avec les privilèges de la noblesse ne soit pas le descendant, soudain revenu au premier plan, d'une famille plus ancienne et plus illustre, mais perdue dans l'obscurité pendant quelques générations ».
Certains auteurs ne manquent pas de rapporter qu'il y a parfois eu des arrangements dans des jugements de maintenue de noblesse durant la Grande enquête sur la noblesse (1666-1727).

## Dates d'extraction
Les probations nobiliaires d'Ancien Régime, qui sont la source majeure pour connaitre l'ancienneté de la noblesse d'une famille, donnent en principe des filiations nobles suivies avec les actes prouvant la filiation et la noblesse à chaque génération, et non la simple mention de la date la plus ancienne où un ancêtre noble est attesté. En effet, il n'y a aucune certitude a priori qu'un personnage portant le même nom, et même possédant le même fief à une époque antérieure, soit l'ancêtre agnatique d'un autre : les noms et les titres pouvaient être transmis en ligne féminine, ou achetés par une autre famille, et deux fiefs homonymes, voisins ou non, pouvaient engendrer deux familles homonymes. Par ailleurs, plusieurs générations intercalaires pouvaient avoir perdu leur noblesse pour diverses raisons, et donc ne pas l'avoir transmise.
Les dates d'extraction affichées par les divers nobiliaires contemporains peuvent être des dates de filiation noble, prouvée ou pas, ou des reconstitutions a posteriori, selon les critères que l'auteur retient pour produire les informations qu'il publie.
Les travaux faits du point de vue strict du droit nobiliaire ancien, ou de la reconstitution généalogique à partir de toutes sortes d'archives, ou de la recherche historique à partir de faisceaux d'indices et de probabilités, n'utilisent pas les mêmes sources, ni les mêmes méthodes et n'aboutissent pas aux mêmes résultats. La façon dont seront traitées les fausses preuves généalogiques anciennes ne sera pas la même selon que l'optique est juridique, historique ou généalogique.

## Familles
Régis Valette recensait en 2007 environ 1 400 familles de noblesse d'extraction, soit la moitié des quelque 2 750 familles nobles d'Ancien Régime subsistantes à cette date. Parmi elles, environ 290 familles remontent leur filiation suivie jusqu'au XIVe siècle ou avant.

## Autres notions
La noblesse d'extraction est une notion relativement précise, contrairement aux expressions noblesse immémoriale et noblesse d'épée dont le sens est plus flou.